# Matthias König (Bischof)

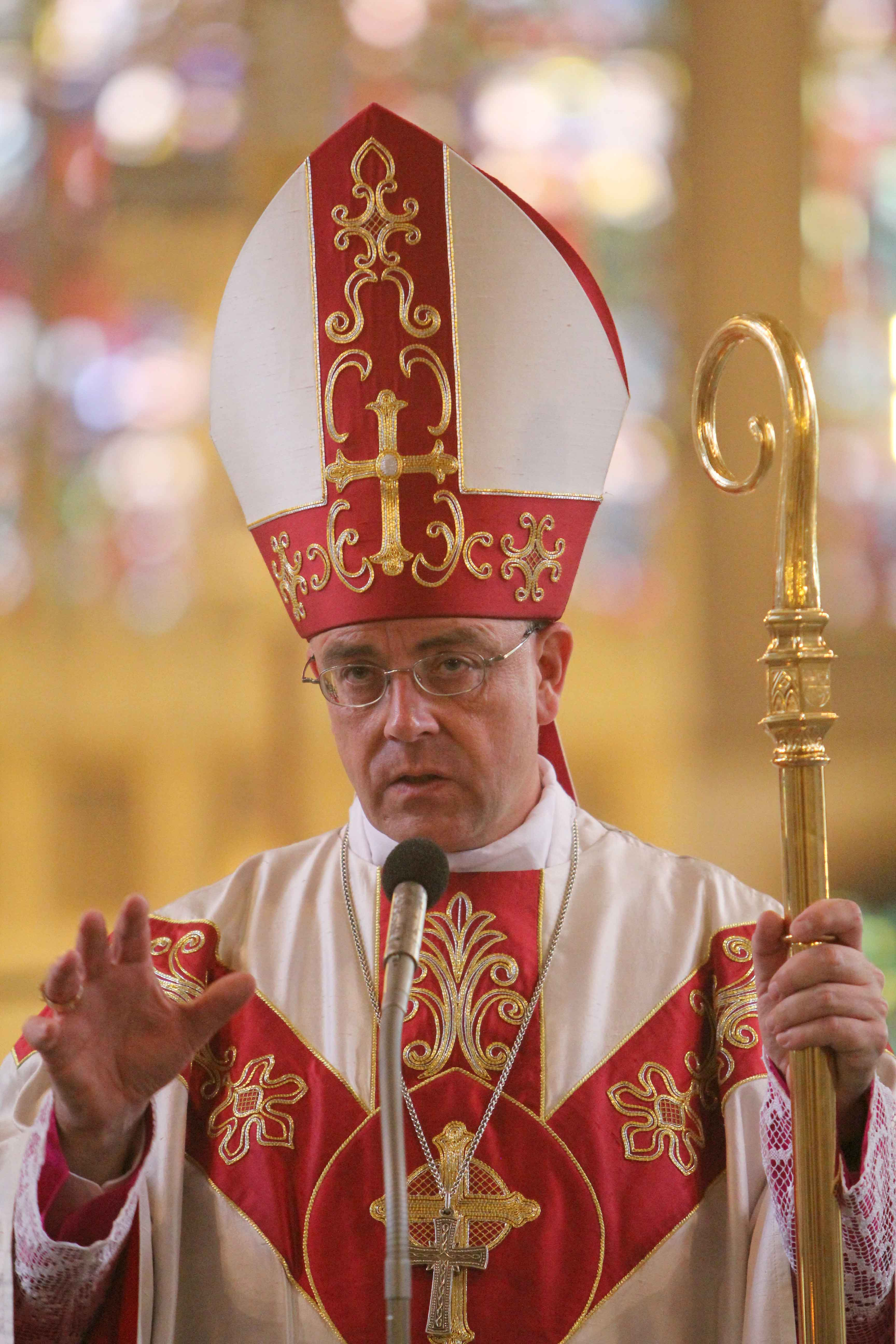
Weihbischof Matthias König (2010)

Wappen von Matthias König

Matthias König (* 3. November 1959 in Dortmund) ist ein deutscher römisch-katholischer Geistlicher und Weihbischof im Erzbistum Paderborn.

## Leben
Nach dem Abitur 1978 studierte König katholische Theologie und Philosophie in Paderborn und Freiburg im Breisgau. Die Priesterweihe empfing er am 25. Mai 1985 von Erzbischof Johannes Joachim Degenhardt, dem späteren Kardinal, im Paderborner Dom.
König war zunächst Vikar in Arnsberg-Neheim, danach Pastor in Bünde-Holsen, Rödinghausen und in Kirchlengern-Stift Quernheim seit 1996 Pfarrer in Paderborn-Schloß Neuhaus. 2002 wurde er zum Leiter des Pastoralverbundes Schloß Neuhaus ernannt. 2004 wurde er Mitglied des Priesterrates des Erzbistums Paderborn.
Am 14. Oktober 2004 wurde er von Papst Johannes Paul II. zum Titularbischof von Elicroca ernannt und zum Weihbischof in Paderborn bestellt. Die Bischofsweihe empfing er am 5. Dezember 2004 gemeinsam mit dem am selben Tage ernannten Weihbischof Manfred Grothe durch Erzbischof Hans-Josef Becker im Paderborner Dom. Mitkonsekratoren bei der Bischofsweihe waren der emeritierte Weihbischof Paul Consbruch und der damalige Weihbischof Karl-Heinz Wiesemann.
Erzbischof Becker ernannte ihn zum Bischofsvikar für Aufgaben der Weltkirche und Weltmission sowie für Institute des geweihten Lebens und für die Gesellschaften des apostolischen Lebens. Weihbischof König ist in der Deutschen Bischofskonferenz Mitglied der Kommission Weltkirche und deren Unterkommission für Lateinamerika (insbes. ADVENIAT) sowie der Migrationskommission. Am 6. Dezember 2007 ernannte ihn Erzbischof Hans-Josef Becker zum residierenden Domherren des Metropolitankapitels am Hohen Dom zu Paderborn.
2005 wurde er von Kardinal-Großmeister Carlo Kardinal Furno zum Großoffizier des Ritterordens vom Heiligen Grab zu Jerusalem ernannt und am 1. Oktober 2005 durch Anton Schlembach, Großprior der deutschen Statthalterei, investiert.
Er ist Mitglied in dem katholischen Studentenverein K.St.V. Ostmark-Beuthen zu Paderborn im Kartellverband katholischer deutscher Studentenvereine (KV) und ist seit 2006 Ehrenmitglied der katholischen Studentenverbindung K.D.St.V. Guestfalo-Silesia zu Paderborn im CV.